# Boeing Pelican
 (avril 2013).
Si vous disposez d'ouvrages ou d'articles de référence ou si vous connaissez des sites web de qualité traitant du thème abordé ici, merci de compléter l'article en donnant les références utiles à sa vérifiabilité et en les liant à la section « Notes et références ».
Dimensions
Le Boeing Pelican ULTRA est un concept d'avion-cargo géant à effet de sol développé par Boeing Phantom Works, et dévoilé en 2003.

## Développement

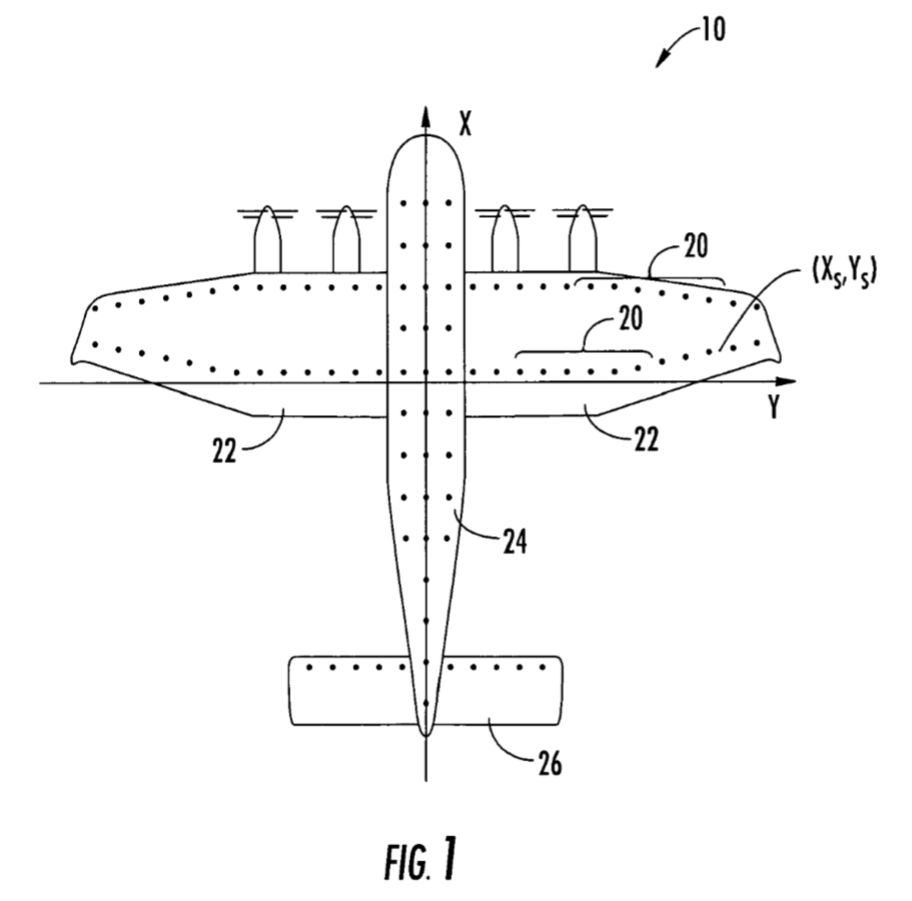
Schéma du Boeing Pelican ULTRA

Conçu pour soutenir une logistique militaire ou civile importante, il aurait une envergure d'environ 152 mètres, une charge utile de près de 1 270 tonnes et un rayon d'action de 10 000 milles marins (18 000 kilomètres).
Propulsé par quatre turbopropulseurs et 8 hélices contrarotatives, il volerait principalement entre 6 et 15 mètres au-dessus de la mer pour profiter de l'effet de sol, mais saurait aussi s'élever à des altitudes aéronautiques au prix d'une réduction du rayon d'action.
Il pourrait décoller depuis des pistes classiques : son poids est en effet réparti sur 38 trains d'atterrissage, soit 76 roues.

## Variantes
Les capacités annoncées du Pelican suggèrent des usages aussi bien militaires que civils, ce qui laisse à penser qu'il y aurait au moins deux variantes de l'appareil.

## Utilisateurs
Les utilisateurs potentiels seraient les forces aériennes des États-Unis et ses alliés, mais aussi des compagnies civiles de fret.

## Appareils similaires
- Beriev Be-2500
- A-90 Orlyonok
- Lun-class ekranoplan